# Coronanthera pinguior
Coronanthera pinguior är en tvåhjärtbladig växtart som beskrevs av Charles Baron Clarke. Coronanthera pinguior ingår i släktet Coronanthera och familjen Gesneriaceae. Inga underarter finns listade i Catalogue of Life.